# الشعب ضد لاري فلينت
الشعب ضد لاري فلينت (بالإنجليزية: The People vs. Larry Flynt)‏ هو فيلم سيرة أمريكي صدر عام 1996، من إخراج ميلوش فورمان وبطولة: وودي هارلسون، كورتني لوف، و إدوارد نورتون. يروي الفيلم قصة صعود لاري فلينت ناشر ورئيس تحرير مجلة إباحية وصراعه مع المؤسسات الدينية والقانون.

## طاقم التمثيل
- وودي هارلسون بدور لاري فلينت
  - كودي بلوك بدور لاري الشاب
- كورتني لوف بدور ألثيا لشر
- إدوارد نورتون بدور آلان أيزاكمان
- ريتشارد بول بدور جيري فالويل
- جيمس كرومويل بدور تشارلز كيتنغ
- دونا هانوفر بدور روث كارتر ستابلتون
- كريسبين غلوفير بدور آرلو
- فنسنت سكيافيللي [الإنجليزية] بدور تشيستر
- بريت هاريلسون بدور جيمي فلينت
  - ريان بوست بدور جيمي الشاب
- مايلز شابين بدور مايلز
- جيمس كارفيل بدور سيمون ليس
- بيرت نيوبورن [الإنجليزية] بدور روي غروتمان
- يان تريسكا [الإنجليزية] بدور القاتل/جوزيف بول فرانكلين
- لاري فلينت بدور القاضي موريسي

## روابط خارجية
- الشعب ضد لاري فلينت على موقع IMDb (الإنجليزية)
- الشعب ضد لاري فلينت على موقع ميتاكريتيك (الإنجليزية)
- الشعب ضد لاري فلينت على موقع الموسوعة البريطانية (الإنجليزية)
- الشعب ضد لاري فلينت على موقع روتن توميتوز (الإنجليزية)
- الشعب ضد لاري فلينت على موقع نتفليكس (الإنجليزية)
- الشعب ضد لاري فلينت على موقع قاعدة بيانات الأفلام العربية
- الشعب ضد لاري فلينت على موقع ألو سيني (الفرنسية)
- الشعب ضد لاري فلينت على موقع Turner Classic Movies (الإنجليزية)
- الشعب ضد لاري فلينت على موقع أول موفي (الإنجليزية)
- الشعب ضد لاري فلينت على موقع بوكس أوفيس موجو (الإنجليزية)